# Henricus van Ewijk
Henricus Josephus Alexius van Ewijk O.P. (Wijk bij Duurstede, 1827 - Curaçao, 1886) was een Nederlands geestelijke van de Rooms-Katholieke Kerk werkzaam op Curaçao.
Van Ewijk trad in in de orde der Dominicanen. Hij werd op 28 mei 1869 benoemd tot apostolisch vicaris van Curaçao; op 8 juni 1869 volgde zijn benoeming tot titulair bisschop van Camachus. Zijn bisschopswijding vond plaats op 26 juli 1869. 
Van Ewijk vervulde het ambt van vicaris tot zijn dood in 1886.